# Chernelházadamonya
Chernelházadamonya ist eine ungarische Gemeinde im Kreis Sárvár im Komitat Vas. Sie liegt am linken Ufer des Flusses Répce.

## Geschichte
Chernelházadamonya entstand 1925 durch die Zusammenlegung der Ortschaften Csernelháza und Damonya.

## Sehenswürdigkeiten
- Landhaus Simon (Simon-kúria)
- Römisch-katholische Kapelle Szent Vendel iskolakápolna

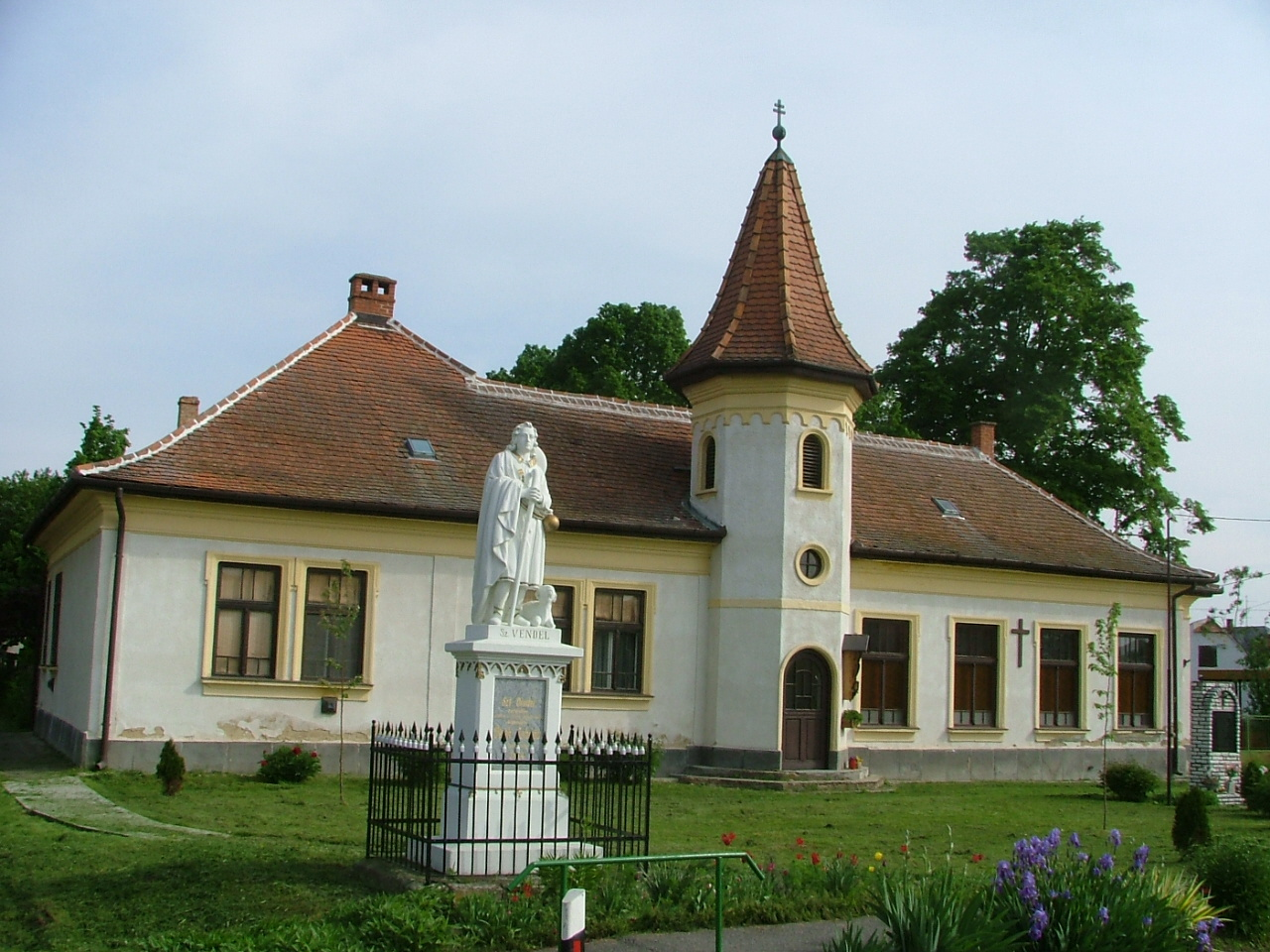
Römisch-katholische Kapelle Szent Vendel iskolakápolna mit Standbild von Szent Vendel in Chernelházadamonya

- Wassermühle

## Verkehr
Chernelházadamonya ist nur über die Nebenstraße Nr. 86112 zu erreichen. Die nächstgelegenen Bahnhöfe befinden sich in Bük und Hegyfalu.